# Área micropolitana de Indiana
El área micropolitana de Indiana,  y oficialmente como Área Estadística Micropolitana de Indiana, PA µSA tal como lo define la Oficina de Administración y Presupuesto, es un Área Estadística Micropolitana centrada en la localidad de Indiana en el estado estadounidense de Pensilvania. El área micropolitana tenía una población en el Censo de 2010 de 88.880 habitantes, convirtiéndola en la 66.º área micropolitana más poblada de los Estados Unidos. El área micropolitana de Indiana comprende el condado de Indiana, siendo Indiana la localidad más poblada.

## Composición del área micropolitana

### Boroughs
Armagh |
Blairsville |
Cherry Tree |
Clymer |
Creekside |
Ernest |
Glen Campbell |
Homer City |
Indiana |
Marion Center |
Plumville |
Saltsburg |
Shelocta |
Smicksburg

### Municipios
Armstrong |
Banks |
Black Lick |
Brush Valley |
Buffington |
Burrell |
Canoe |
Center |
Cherryhill |
Conemaugh |
East Mahoning |
East Wheatfield |
Grant |
Green |
Montgomery |
North Mahoning |
Pine |
Rayne |
South Mahoning |
Washington |
West Mahoning |
West Wheatfield |
White |
Young

### Lugares designados por el censo
Black Lick |
Chevy Chase Heights |
Commodore |
Dixonville |
Heilwood |
Jacksonville |
Lucerne Mines |
Rossiter 

### Áreas no incorporadas
Clarksburg |
Home |
Loop |
Wehrum |
West Lebanon 